# Мотоорі Норінаґа
Мотоо́рі Норіна́ґа (яп. 本居宣長, もとおりのりなが, МФА: [moto.oɾʲi noɾʲinaga]; *21 червня 1730 — 5 листопада 1801) — японський науковий і культурний діяч періоду Едо. Лікар, дослідник японознавства і релігії синто. Псевдонім — Судзуноя. Дешифратор японських хронік і стародруків, зокрема «Кодзікі»

## Біографія

### Молоді роки
Мотоорі Норінаґа народився 21 червня 1730 року в містечку Мацусака уділу Кії в провінції Ісе, в купецькій родині. В дитинстві його звали Томіносуке. Батько хлопця, Оцу Садатосі, завідував оптовими продажами у містечку. Він раптово помер 1748 року, після чого Норінаґа став названим сином сім'ї Імаїда, торговців папером. 1751 року він повернувся до власної родини і став її головою, у зв'язку зі смертю старшого брата.
З дитинства Норінаґа вивчав японську поезію і конфуціанське Чотирикнижжя, і не мав задатків підприємця. Через це дім Оцу збанкрутував за два роки і майбутній науковець вирушив до японської столиці Кіото, в надії стати лікарем. Аби покінчити з невдалим минулим Норінаґа змінив своє родове прізвище Оцу на Мотоорі. В столиці Норінаґа поступив до приватної школи неоконфуціанця Хорі Каґеями, де почав поглиблено читати китайську класику. Одночасно він вивчав китайську медицину школи Лі Шу під наставництвом Хорі Мотоацу і Такеґави Кодзюна. 1755 року Норінаґа отримав диплом лікаря і став лікувати пацієнтів, обравши собі псевдонім Сюан.
Нагромаджуючи досвід і підтримуючи контакти із провідним столичними лікарями, Норінаґа почав виявляти інтерес до медицини школи Коїхо і критикувати традиційну школу Лі Шу. Він відкидав формалістичні методи визначення діагнозу за вченням інь-ян, які пропонувала остання, і підтримував способи діагностики першої, яка базувалася на емпіричній медицині і позитивістській філософії. В цей же час Норінаґа став захоплюватися Чжуан-цзи і японською поезією. Він повчав, що радість досягається шляхом вивільнення людських почуттів, і заперечував абсолютне домінування причинно-наслідкових зв'язків у світі людей і природи. Такий світогляд лікаря знайшов відгук в його концепції «природного синто».

### Наукова діяльність
1757 року, у віці 28 років, Норінаґа повернувся на батьківщину, до містечка Мацусака. Паралельно із лікуванням, він почав займатися «японським країнознавством» кокуґаку — дослідженням японської мови, літератури та історії. Того ж року Норінаґа написав першу працю «Човник в очереті», а наступного 1758 року видав книгу «Розмови про Аваре», в яких намагався визначити сутність японських віршів вака. Згодом він почав читати лекції про класичний твір «Оповідання про Ґендзі» і 1763 року опублікував свої найбільгі дослідження в галузі японської літертури «Основні теми оповідання про Ґендзі» та «Приватні думки про старовину». В них Норінаґа першим з японських дослідників спробував дати пояснення японській естетичній концепції моно-но-аваре (зачарування речами). Він твердив, що поєднання духу речей і явищ, які були створені божеством, із емоціями, які виникають внаслідок пізнання цього духу, породжують стан «зачарування речами», тобто моно-но-аваре.
Того ж 1763 року Норінаґа зустрівся із краєзнавцем і поетом Камо Мабуті, який був проїздом в Мацудзаці, і став його учнем. Відтоді молодий вчений змінив тему своїх пошуків з літератури на міфологію та синтоїзм. 1764 року він почав читати лекції на базі найдавнішої японської хроніки «Кодзікі» і 1778 року завершив писати коментарі до її першого тому, що був присвячений «ері богів». В ході дослідження цієї хроніки, Норінаґа видав 1771 року свою першу працю з синто «Дух добрих днів».
Однієї з найбільших справ життя Норінаґи стало дешифрування «Кодзікі», яку тогочасні японці перестали читати через архаїчність мови і стилю написання. Свій позитивістський аналіз хроніки він виклав у «Переказі Кодзікі», над яким працював 35 років і завершив 1798 року. Норінаґа вважав, що діяння божеств були насправді діяннями людей, яких тогочасні японці обожнювали.　Він також був одним із авторів концепції династичної безперервності Імператорського дому Японії, що обумовлювала оригінальність політичної та соціальної організації японців.
Поряд з цим Норінаґа написав ряд праць, що були присвячені «синтоїстській медицині»: «Роздуми над справжнім календарем» і «Ілюстроване пояснення астрономії» 1782 року, «Записи діалогів Судзуноя» 1777—1779 років. В них він писав, що божественні діла, природні явища, і навіть епідемії та хвороби, стаються з волі божеств, але намагання дізнатися цю волю чи вплинути на неї за допомоги чаклунств чи ворожінням є дурницею. Норінаґа твердив, що пізнання цієї волі можливе лише емпіричним шляхом, через накопичення знань про явища і речі світу, через пізнання явних (як?) і прихованих (чому?) принципів, що закладені в речах і явищах. Ці тези мислитель виклав у пізніх полемічних творах «Квітка пуерарії», «Божевільний», «Соромлячи безсоромне». В цей же час він встиг видати збірку власних віршів «Сто віршів самоцвітного списа», політичний трактат «Скринька самоцвітів», а також винайти оригінальний рецепт ліків, який приніс йому великі прибутки на старості років.
1787 року 58-річного Норінаґу запросили до Токуґави Харусади, володаря Кісю-хану для проведення сеансів з голкової терапії. З цієї нагоди вчений підніс володарю свою працю «Таємна скринька самоцвітів», в якій виклав своє бачення управління країною. Норінаґа вважав, що тогочасна японська політична система, на чолі якої стояв Імператор, постала з божественної волі, тому регіональні володарі, підлеглі Імператора, повинні керувати країною згідно з Імператорськими постановами. Вчений пропонував виправляти помилки сьогодення звертаючись до прикладів їх вирішення в минулому.
Норінаґа також видав ряд досліджень з японської мови, головним з яких вважається «Стрічка самоцтвітів слів» 1779 року. Ця праця мала великий вплив на японським мовознавців, такиж як Мотоорі Харуніва і Мотоорі Охіра, та дослідників синто, таких як Хірата Ацутане.
Наприкінці життя Норінаґа написав збірку власних оповідань «Плетений кошик» (1793), працю-коментар «Яшмовий гребінець оповідання про Ґендзі» (1796) і завершив 44 томовий коментар «Переказ Кодзікі». Він також упорядкував 1799 року посібник для вчених-початківців «Перше сходження на гору». Перед смеретю вчений склав біографічне оповідання «Давня повість про мій дім» та «Заповіт».
5 листопада 1801 року Мотоорі Норінаґа помер. Поховали його на цвинтарі монастиря Дзюкей в місті Мацусака.